# Howto
Ein Howto, deutsch Gewusst-wie oder  Kurzanleitung, englisch sinngemäß übersetzt: „Wie mache ich …“ oder „So wird es gemacht“, ist eine zuweilen kurze Anleitung, die sich auf das Lösen eines eng begrenzten Problems beschränkt. Meist ist ein Howto an den Laien gerichtet, dementsprechend wird auf Details verzichtet, die nur für Experten interessant sind. Die in der Regel einzelnen, kurzen Beiträge sind weniger umfangreich als eine Bedienungs- oder Gebrauchsanleitung oder ein Benutzerhandbuch. In vielen Fällen ist das Howto jedoch auch die einzige Informationsquelle. Im Internet finden sich mittlerweile diverse Websites, die sich ausschließlich mit Howtos beschäftigen.
Howtos werden ausgiebig bei der technischen Dokumentation von GNU/Linux-Systemen eingesetzt.